# Terapia de inmunoglobulina
La terapia de inmunoglobulina, también conocida como inmunoglobulina humana normal, es el uso de una mezcla de anticuerpos (inmunoglobulinas) para tratar una serie de condiciones de enfermedades. Entre estas condiciones se incluyen inmunodeficiencia primaria, púrpura trombocitopénica inmune, polineuropatía desmielinizante inflamatoria crónica, enfermedad de Kawasaki, ciertos casos de VIH/SIDA y sarampión, síndrome de Guillain-Barré y ciertas otras infecciones cuando no se dispone de una inmunoglobulina más específica. Dependiendo de la formulación, se puede administrar mediante inyección en el músculo, una vena o debajo de la piel, los efectos duran unas pocas semanas.
Los efectos secundarios comunes incluyen dolor en el lugar de la inyección, dolor muscular y reacciones alérgicas, otros efectos secundarios graves incluyen problemas renales, anafilaxia, coágulos de sangre y degradación de los glóbulos rojos. No se recomienda su uso en personas con algunos tipos de deficiencia de IgA. El uso parece ser relativamente seguro durante el embarazo. La inmunoglobulina humana se fabrica a partir de plasma sanguíneo humano. y contiene anticuerpos contra muchos virus.
La terapia con inmunoglobulina humana se inició en la década de 1930 y en 1981 se se aprobó para uso médico en Estados Unidos una formulación inyectable en vena que figura  en la Lista de Medicamentos Esenciales de la Organización Mundial de la Salud. Cada formulación de producto es algo diferente. En el Reino Unido, una dosis le cuesta al NHS entre 11 y 1.200 libras dependiendo del tipo y la cantidad. También hay disponibles varias formulaciones de inmunoglobulinas específicas, incluidas las de hepatitis B, rabia, tétanos, varicela y exposición a sangre Rh positiva.